# 張良璧
張 良璧（ちょう りょうへき 中国語：张良璧 1737 - 1812年以降）は清朝の犯罪者。

## 人物
徽州歙県（現：安徽省）出身であり、70歳近い年齢であり髪や髭は白くなっていたが、30代の人々に劣らぬ若さを保っていた。死を恐れていたため少女の精液吸うことで寿命が伸びるという噂を聞き、毎年1人の少女を少女を誘拐しては麻酔で昏睡させ、内蔵を摘出し、銀の管で精液を精液を吸い取るという犯罪を繰り返した、張の犯罪により16年間の間に14歳以下の16人の少女が被害に遭い、そのうち11人が死亡し、1人が障害を負った。張の犯罪に嘉慶帝は激怒し、被害者となった16人の少女の遺族らが見守るなか凌遅刑に処された。